# Карпович Мирослава Олегівна
Миросла́ва Оле́гівна Ка́рпович (нар. 1 березня 1986 року, Бердянськ) — російська акторка театру та кіно українського походження. Фігурантка бази «Миротворець» за незаконну гастрольну діяльність в анексованому Криму.

## Біографія
Народилася 1 березня 1986 року в Бердянську, УРСР. 
Отримала премію «Золотий лист» за найкращу жіночу роль у спектаклі «Ти». Випускниця 2006 року Школи-студії МХАТ ім. Немировича-Данченко (художні керівники курсу — доцент С. І. Земцов і доцент, заслужений артист Росії І. Я. Золотовицький.
Стала відомою після ролі в серіалі «Татусеві доньки». Дівчина зіграла Марію Васнєцову, старшу сестру, модницю, кокетку, схиблену на хлопцях і шопінгу. На початку серіалу була білявкою з довгим волоссям. Поступово її зовнішність змінювалась: спочатку пофарбувала волосся в каштановий, потім підстриглась і зробила зачіску під назвою «каре». На початку серіалу Марійці всього 17, а вже наприкінці 22 роки.
Роздяглася для чоловічого журналу «MAXIM» (лютий 2011).

##### Сім'я
- Батько — Карпович, Олег
- Мати — Карпович, Лариса Анатоліївна
- Бабуся — Карпович, Людмила Сергіївна
- Молодша сестра — Карпович, Христина
- Молодший брат — Карпович, Андрій

## Фільмографія
2007 — «Тайсон» (короткометражний) — Свєтуля

2007 — «Святе дело» — Катюня

2007—2013 — «Татусеві доньки» — Марія Сергіївна Васнєцова, старша донька

2008 — «Плюс один» — Рима

2008 — «Тариф новогодний» — Олічка

2009 — «Голубка» — Майя, скрипалька

2010 — «Тамада. Баянист. Послуги.» — баяністка

2010 — «Північна зірка»

2011 — «Арам зам зам, або Усе включено»

2011 — «Закрытая школа» 

2011 — «Мантікора. Ніч безумства»

## Премії
- 2006 — Премія «Золотий лист» у номінації «Найкраща жіноча роль», спектакль «Ти», режисер Віктор Рижаков[3].
- 2007 — Премія імені народного артиста СРСР М. І. Царєва в номінації «За успішне осягнення професії актора»[4].
- 2008 — Премія «Женщина года 2008» за версією журналу Glamour у номінації «Команда року» (за роль Марії, одній із сестер Васнєцових у ситкомі «Татусеві дочки»).

## Цікаві факти
Мирослава Карпович потрапила до рейтингу найсексуальніших жінок Росії 2008 року.
Володіє російською, українською, англійською, французькою та італійською мовами.